# Halectinosoma valeriae
Halectinosoma valeriae is een eenoogkreeftjessoort uit de familie van de Ectinosomatidae. De wetenschappelijke naam van de soort is voor het eerst geldig gepubliceerd in 1973 door Soyer.